# Georg Braun (Fußballspieler)
Georg „Schurl“ Hermann Braun (* 22. Februar 1907 in Wien; † 22. September 1963 in Linz) war ein österreichischer Fußballspieler, -trainer und Mitglied des Wunderteams.

## Leben und Karriere
Georg Braun wurde am 22. Februar 1907 als Sohn des Wiener Straßenbahners (Motorführer) Georg Braun (* 7. Dezember 1870 in Prellenkirchen; † 30. Jänner 1948 in Wien-Brigittenau) und dessen Ehefrau Maria (geborene Potz; * 23. Mai 1872 in Pama (damals noch in Transleithanien)) in Wien-Leopoldstadt geboren und am 3. März 1907 auf den Namen Georg Hermann getauft. Seine Eltern hatten am 26. Oktober 1898 geheiratet.
Der Sohn des Straßenbahners aus der Wehlistraße und wuchs, wie viele gute Fußballer damals, in der Nähe des Wiener Praters auf. Seine Karriere begann der „Schurl“, wie er von seinen Freunden genannt wurde, als Stürmer bei Donaustadt, bevor er 1923 zum Zweitligisten SV Straßenbahn und 1925 zum Wiener AC wechselte. Dort perfektionierte er seine Fähigkeiten und wurde ein technisch erstklassiger Läufer und ausdauernder Kämpfer. Mit dem Wiener AC holte sich Braun 1931 den österreichischen Cupsieg und erreichte mit den Schwarz-Roten noch dreimal (1928, 1932 und 1935) das Pokalendspiel.  
1928 wurde Braun erstmals in die österreichische Nationalmannschaft einberufen. Sein Debüt gab er am 6. Mai 1928 beim Auswärtsspiel gegen Ungarn in Budapest. Georg Braun war zwar ein solider und verlässlicher Spieler, konnte sich aber gegen seine Teamkonkurrenten noch nicht durchsetzen. Es dauerte drei Jahre, bis Braun am 16. Mai 1931 sein zweites Spiel für Österreich bestreiten durfte. Für das Länderspiel gegen Schottland war der mittlerweile 24-jährige Wiener von Hugo Meisl als Ersatz für den erkrankten Johann Mock in die neu formierte Mannschaft aufgenommen worden und konnte diesmal auf Anhieb überzeugen. Insgesamt bestritt Georg Braun von 1928 bis 1935 13 A-Länderspiele für Österreich und war auch Teilnehmer an der Fußballweltmeisterschaft von 1934. Daneben wurde er noch 25-mal in die Wiener und Niederösterreichische Auswahl einberufen. 
Im Frühjahr 1935 wechselte er kurzzeitig zum SC Wacker Wien, wo er aber nur bis Saisonende blieb und danach bis 1939 beim französischen Klub Stade Rennes tätig war. Nach seiner Rückkehr aus Frankreich übernahm er im Jahr 1939 das Amt des Spielertrainers beim LASK. 
Im Zweiten Weltkrieg war Braun im Fronteinsatz und geriet in sowjetische Kriegsgefangenschaft. Nach seiner Rückkehr aus der Sowjetunion übte er bis 1952 das Traineramt beim Linzer ASK aus und wurde schließlich oberösterreichischer Verbandstrainer. Danach betreute er als Teamchef die äthiopische Nationalmannschaft, bevor er 1956 seine Trainertätigkeit beim Landesligisten SK VOEST Linz aufnahm. Zum Schluss betreute er noch die Mannschaft des SV Micheldorf in Oberösterreich. 1963 erlag Georg Braun im Alter von 56 Jahren in Linz einem Krebsleiden.

## Privates
Am 8. Oktober 1929 heiratete der Privatbeamte in der Pfarre Wien-Donaustadt eine Eleonora Karoline Maria Scherer (* 24. November 1908 in Wien-XVI.).
Sein gleichnamiger Sohn war in den frühen 1950er Jahren ebenso einige Jahre für den LASK in den beiden höchsten Fußballligen des Landes aktiv.

## Stationen als Spieler
- 1922–1923 Donaustadt
- 1923–1925 SV Straßenbahn Wien
- 1925–1935 Wiener AC
- 1935 SC Wacker Wien
- 1935–1939 Stade Rennes
- 1939 LASK (Spielertrainer)

## Erfolge (als Spieler)
- Österreichischer Cupsieger: 1931 (Wiener AC)
- Teilnahme Weltmeisterschaft 1934: Halbfinale
- 13 Länderspiele und 1 Tor für die österreichische Fußballnationalmannschaft von 1928 bis 1935

## Stationen als Trainer
- LASK
- Oberösterreichischer Fußballverband
- Nationalmannschaft Äthiopiens
- SK VÖEST Linz (56/57)
- SV Grün-Weiß Micheldorf